# 211 v. Chr.
Portal Geschichte | Portal Biografien | Aktuelle Ereignisse | Jahreskalender | Tagesartikel

◄ |
4. Jahrhundert v. Chr. |
3. Jahrhundert v. Chr. |
2. Jahrhundert v. Chr. |
►

◄ | 230er v. Chr. | 220er v. Chr. | 210er v. Chr. | 200er v. Chr. |
190er v. Chr. |
►

◄◄ | ◄ | 214 v. Chr. | 213 v. Chr. | 212 v. Chr. | 211 v. Chr. |
210 v. Chr. |
209 v. Chr. |
208 v. Chr. |
► |
►►
Staatsoberhäupter

## Ereignisse

### Politik und Weltgeschehen

Verlauf des Zweiten Punischen Krieges 218–202 v. Chr.

- Rom erobert Capua in der Zweiten Schlacht von Capua von Hannibal zurück.
- Hannibal ante portas: Hannibal vor den Toren Roms
- Auf der Iberischen Halbinsel gelingt es den Karthagern unter Hasdrubal Barkas die römischen Heere zu trennen und sowohl in der Schlacht von Castulo als auch der Schlacht von Ilorci zu obsiegen. In den unter dem Namen Schlacht an der Oberen Baetis zusammengefassten Kämpfen fallen die Brüder Publius Cornelius Scipio und Gnaeus Cornelius Scipio Calvus.
- Nach großer Ratlosigkeit in Rom erklärt sich schließlich der 25-jährige Scipio der Ältere vor dem Senat bereit, an der Spitze eines Heeres den Tod von Vater und Onkel zu rächen.

### Wirtschaft

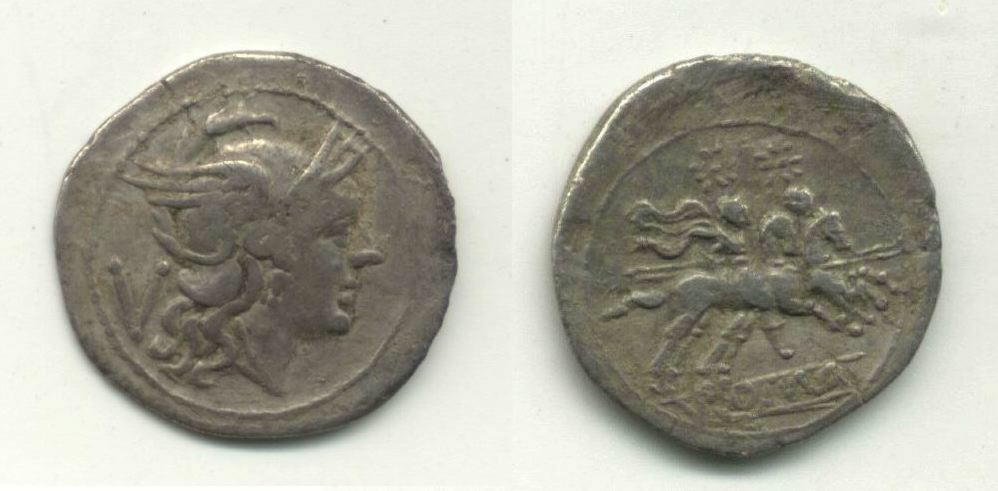
Quinarius mit Wertzahl V

- In der römischen Republik werden Denare als Hauptsilbermünzen eingeführt. Neben dem Denar wird als zweite Münze der Quinarius nummus eingeführt.

## Gestorben
- Appius Claudius Pulcher, römischer Politiker
- Publius Cornelius Scipio, römischer Feldherr, Vater Scipios des Älteren
- Gnaeus Cornelius Scipio Calvus, römischer Feldherr